# Atrichopogon transversalis
Atrichopogon transversalis är en tvåvingeart som beskrevs av Jean-Jacques Kieffer 1918. Atrichopogon transversalis ingår i släktet Atrichopogon och familjen svidknott. Inga underarter finns listade i Catalogue of Life.